# Hero Certified Burgers
«Hero Certified Burgers» — канадская сеть ресторанов быстрого питания, которая продает гамбургеры и другие блюда фастфуда. Сеть была основана в 2004 году, она базируется в Торонто и Онтарио. По состоянию на март 2017 года она имела около 60 точек.

## Основа
Сеть была основана в 2004 году Джоном Леттьери, который открыл первую точку в городе Йорквилл. Компания использует экологически чистую говядину. «Hero Certified Burgers» стала первой канадской франшизой, которая сосредоточилась на приготовлении фастфуда с использованием продуктов питания от поставщиков, которые придерживаются методов устойчивого развития.